# Bury the Hatchet
Bury the Hatchet (с англ. — «Зарыть топор войны») — четвёртый альбом ирландской рок-группы The Cranberries, вышедший 19 апреля 1999 года.
В 1996 году The Cranberries решили прервать свой гигантский мировой тур и взять бессрочный отпуск.
С 1996 года по 1998 год идет работа над отдельными песнями будущего альбома.
В начале 1998 года группа собирается в Дублине, Ирландия, где продолжают работу над альбомом. Продюсировать альбом The Cranberries решили наполовину самостоятельно, наполовину с помощью Бенедикта Феннера. Феннер ранее работал с Дэвидом Боуи, Элвисом Костелло, Брайаном Ино, Джеймс, Стивом Хэккетом, INXS, DEPECHE MODE, U2 и Лори Андерсон. Сведение альбома снова было доверено канадцу Майку Плотникоффу, который ранее работал над альбомом To The Faithful Departed.
Появляются слухи, что новая песня What’s On My Mind войдет в саундтрек к полнометражному фильму The X-Files (“Секретные материалы”), но этого не происходит.
В мае The Cranberries перебираются в шато Мираваль (Франция), где на студии продолжают работу над альбомом.
К концу 1998 года Клюквы перебираются в студию в Лондоне, где заканчивают шлифовать новый материал.
5 апреля 1999 года – мировая премьера сингла Promises. Он занимает 13 место в британском чате.
Группа планирует начать новый концертный тур – Loud and Clear World Tour. Фергал: “Наш тур уже не был одним большим путешествием. Мы отыгрывали несколько концертов в одной стране, затем возвращались домой, брали перерыв на парочку недель так, чтобы быть в норме. Ну а затем снова возвращались к концертам на некоторое время. Это был классный вариант”.
Дизайнером обложки альбома стал Сторм Торгерсон, один из самых известных дизайнеров в мире шоу-бизнеса. Ранее Сторм разрабатывал обложки для альбомов Pink Floyd и других культовых музыкантов, за что получил множество наград. Фотографии пустыни для оформления Bury The Hatchet были сделаны в штате Аризона, США.
19 апреля 1999 – мировая премьера альбома Bury The Hatchet. Название дословно переводится как “Зарой топор”, не дословно – “Оставь все позади”. Такое название было выбрано неслучайно: именно с призывом оставить все обиды в прошлом Долорес обращается к себе и к журналистам, которые ранее допекали группу.
Альбом только за первый месяц продаж раскупается в 2 миллионах экземпляров, и становится номером 1 по итогам продаж через интернет.
Рецензии более чем сдержаны: альбом не хвалят, но и не ругают. При этом все критики отметили изменившееся звучание группы и более жизнерадостный настрой песен.
Долорес, хоть и обещала больше не вступать в перепалку с журналистами, все-таки адресовала им несколько язвительных песен (Loud And Clear, Copycat, Paparazzi On Mopeds).
Интерес к альбому подогрет также тем, что на нем присутствует песня, раскрывающая тему педофилии в современном обществе (Fee Fi Fo).
Хотя BTH получает неплохие чартовые позиции в странах Европы (номер 1 во Франции, Испании, Голландии, Греции, Италии), в США он застревает на 13 позиции, сделав лишь один прыжок на 7 место. Долорес недовольна промоушеном альбома в Америке. Она говорит, что американские фанаты спрашивали у нее: “Ох, Долорес, я так люблю вашу музыку, но когда же выйдет ваш новый альбом?” На что ей приходилось отвечать: “Он уже вышел!”

## Список композиций
| №                   | Название              | Длительность |
| ------------------- | --------------------- | ------------ |
| 1.                  | «Animal Instinct»     | 3:31         |
| 2.                  | «Loud and Clear»      | 2:45         |
| 3.                  | «Promises»            | 5:27         |
| 4.                  | «You and Me»          | 3:35         |
| 5.                  | «Just My Imagination» | 3:41         |
| 6.                  | «Shattered»           | 3:42         |
| 7.                  | «Desperate Andy»      | 3:44         |
| 8.                  | «Saving Grace»        | 3:08         |
| 9.                  | «Copycat»             | 2:53         |
| 10.                 | «What’s on My Mind»   | 3:12         |
| 11.                 | «Delilah»             | 3:32         |
| 12.                 | «Fee Fi Fo»           | 4:47         |
| 13.                 | «Dying in the Sun»    | 3:32         |
| 14.                 | «Sorry Son»           | 3:23         |
| Общая длительность: | Общая длительность:   | 50:58        |

| №                   | Название              | Длительность |
| ------------------- | --------------------- | ------------ |
| 15.                 | «Baby Blues»          | 2:36         |
| 16.                 | «Sweetest Thing»      | 3:32         |
| 17.                 | «Woman Without Pride» | 2:24         |
| 18.                 | «Such a Shame»        | 4:21         |
| 19.                 | «Paparazzi on Mopeds» | 4:31         |
| Общая длительность: | Общая длительность:   | 68:40        |